# Ibrahim-paša Paržanin
Ibrahim-paša Paržanin (tur. Pargalı İbrahim Paşa; Parga, 1493. – Istanbul, 15. ožujka 1536.) - veliki vezir Osmanskog Carstva u vrijeme sultana Sulejmana Veličanstvenog.
Bio je poznat i kao Frank Ibrahim-paša (Frank-Zapadnjak, zbog toga što je imao zapadne manire), Damat Ibrahim-paša (Damat-zet, bio je oženjen sultanovom sestrom), Makbul Ibrahim-paša (Makbul-Omiljen), koje je kasnije promijenjeno u Maktul Ibrahim-paša (Maktul-Pogubljen), nakon što je pogubljen u Topkapi palači. 
Rođen je kao pravoslavni Grk u Pargi. Bio je veliki prijatelj sultana Sulejmana. U početku je bio sokolar, nakon toga upravitelj dvora i na kraju veliki vezir.

## Rani život
Ibrahim je rođen 1493. u gradu Pargi na obali Jonskog mora kao sin grčkog ribara. Iz rodnog mjesta je dankom u krvi odveden u Manisu, grad u Turskoj, gdje ga je na tržnici roblja kupila neka bogata udovica. U njezinoj službi Ibrahim je stekao široko obrazovanje. Upoznao se s djelima velikih grčkih filozofa, arapskih matematičara i astrologa i naučio strane jezike (pored grčkog i turskog govorio je i perzijski, talijanski i srpski jezik). Pored toga Ibrahim je svirao violinu, zadivljujući svakoga tko bi ga čuo. Oženio se sultanijom Hatidže (Sulejmanovom sestrom).

## Uspon
Ibrahimov uspon počinje njegovim poznanstvom s budućim sultanom Sulejmanom. koji je kao prijestolonasljednik upravljao Manisom. Prema legendi, dok je šetao ulicama Manise, Sulejman je zapazio mladog roba, koji je svirao violinu i uzeo ga u svoju službu. Tako je Ibrahim prvo obavljao funkciju glavnog sokolara na dvoru u Manisi, a po smrti sultana Selima I., Ibrahim polazi sa Sulejmanom u Istanbul. Tu je 1523. Ibrahim postavljen na visoki položaj upravitelja dvora i nadzornika sultanovih odaja (tur. has oda baša). Istaknuo se prilikom osvajanja Beograda 1521. i zauzimanja Rodosa 1522./'23. Poslije ovih pobjeda, godine 1523. sultan Sulejman odlučuje da "umirovi" starog Piri Mehmed-pašu te na mjesto velikog vezira postavlja Ibrahima i daje mu zvanje beglerbega Rumelije. Iste godine Ibrahim se ženi Hatidže-sultanijom, sestrom sultana Sulejmana, čime je učvrstio svoj položaj u državi i na dvoru. Pred veliki pohod na Beč, Sulejman je imenovao Ibrahima za vrhovnog zapovjednika turske vojske (seraskera).
I na diplomatskom polju, Ibrahim-paša je imao znatnih uspjeha. Koristeći razne taktike, napravio je povoljne sporazume sa zapadnim vladarima. Bio je u dobrim odnosima s Mlecima, koji su ga nazivali Ibrahim Veličanstveni. Uspio je 1533. uvjeriti Karla V., da vrati Turcima Ugarsku kao vazalnu državu. S francuskim kraljem Franjom I. je 1535. postigao sporazum kojim su Francuskoj date trgovinske povlastice u zamjenu za francusku pomoć u ratu s Karlom V. Posljedice ovog sporazuma su zajedničke tursko-francuske pomorske akcije u Sredozemlju i zimovanje turske flote u Toulonu.

## Pad
Padu voljenog Sulejmanovog velikog vezira najviše su pridonijeli sukobi sa sultanijom Hurem i prevelike osobne ambicije. Sa sultanijom Hurem je bio u dugogodišnjim lošim odnosima. Razlog njihovog sukoba je bio taj, što je Ibrahim podržavao najstarijeg sultanovog sina Mustafu (koji je bio sin Sulejmanove prve žene Mahidevran), a Hurem je vidjela nekog od svojih sinova kao budućeg sultana. Sulejmanu se zamjerio tijekom rata sa Safavidima, gospodarima Perzije. To je bio prvi Sulejmanov pohod na istok, 1533. sultan je opet imenovao Ibrahima za seraskera (vrhovnog zapovjednika vojske). Poslije toga su se javile glasine, da je Ibrahim-paša pripremao zavjeru protiv sultana. Sultan je došao na ratište 1534. gdje je s Ibrahimom zauzeo Bagdad. Do sultana je dospjelo pismo pisano Ibrahimovom rukom u kojem se potpisao kao serasker-sultan. Svjestan velikih ambicija svog velikog vezira, Sulejman je naredio da se Ibrahim-paša pogubi. Pošto se prethodno zakleo Ibrahimu, da nikad neće stradati od njegove ruke, Sulejman je prvo morao osigurati fetvu tj. izgraditi džamiju, da bi se iskupio zbog prekršene prisege. 
Prema pisanju Sulejmanovih biografa, najavio je fetvu 7 dana prije Ibrahimovog pogubljenja i tih 7 dana je nasamo večerao s njim dajući mu tako priliku pobjeći ili čak ubiti sultana. Iako njegova pisma svjedoče, da je znao što ga čeka, Ibrahim-paša nije se pokušao spasiti ostajući pokoran svom sultanu do kraja. Nađen je zadavljen u Sulejmanovim odajama 15. ožujka 1536. Pokopan je bez ikakvog obilježja u dvorištu jedne tekije u Galati.